# Colton Harris-Moore
Colton A. "Colt" Harris-Moore (sinh ngày 22 tháng 3 năm 1991) là một tội phạm và cựu đào phạm từ Camano Island, Washington. Harris-Moore bị truy tố vì tội trộm cắp máy bay nhỏ, một chiếc tàu, hai chiếc xe hơi và thực hiện nhiều vụ đột nhập gia cư ăn cắp tài sản của ít nhất 100 ngôi nhà cá thể tại nhiều nơi khác nhau khắp vùng Tây Bắc Thái Bình Dương của Hoa Kỳ và Canada. Harris-Moore lẩn trốn đến Bahamas vào ngày 4 tháng 7 năm 2010, nghe nói là bằng một chiếc máy bay bị đánh cắp từ thành phố Bloomington, Indiana. Harris-Moore bị tòa án liên bang của Hoa Kỳ tại thành phố Seattle, Washington truy tố ngày 6 tháng 7 năm 2010 với các tội danh là đánh cắp một máy bay khác tại tiểu bang đó. Harris-Moore bị bắt tại Harbour Island, Bahamas ngày 11 tháng 7 năm 2010 sau khi cảnh sát bắn hỏng máy của chiếc tàu mà Harris-Moore đang tìm cánh sử dụng để thoát thân. Hai ngày sau đó, Harris-Moore bị trục xuất từ Nassau, Bahamas đến Miami, Florida và được chuyển giao đến thành phố SeaTac, Washington ngày 21 tháng 7. Ngày 17 tháng 6 năm 2011 Harris-Moore nhận tội trước tòa đối với bảy tội trạng được đưa ra. Dự tính Harris-Moore sẽ bị kết án vào tháng 10 năm 2011.
Harris-Moore còn được biết đến với biệt danh là "Barefoot Bandit" (tạm dịch "thổ phỉ chân đất") vì đã thực hiện một số vụ phạm tội bằng chân đất, có lần đã để lại phía sau 39 dấu chân bằng phấn và chữ "c'ya!" (có nghĩa là tạm biệt, từ cách nói tắt của hai chữ see you). Mặc dù đó là biệt danh được biết đến rộng rãi nhưng các giới chức nói rằng Harris-Moore thường mang giày hơn.

## Gia cảnh
Harris-Moore lớn lên trong căn nhà của mẹ tại Camano Island, Washington. Những người hàng xóm nói rằng họ đã nhiều lần gọi điện thoại cho Cục bảo vệ trẻ em vì tin rằng Harris-Moore là 1 đứa trẻ bị bỏ bê hay bị ngược đãi. Cha của Harris-Moore là Gordon Moore, thường dùng ma túy và ở tù khi Colton được vài tuổi. Khi Colton lên 12 tuổi, người cha có tính hung hăng bỏ nhà ra đi sau khi cố tình làm ngạt thở Harris-Moore trong một vụ cãi vã tại buổi ăn thịt nướng của gia đình. Theo lời kể của mẹ Harris-Moore là Pamela Kohler thì cha dượng của Harris-Moore mất khi Harris-Moore được khoảng 7 tuổi. Từ lúc Colton học lớp 1 thì bà đã biết là có "cái gì đó bất thường về nó" – "một thứ gì đó xa cách". Pamela Kohler nói rằng con bà ta không lắng nghe thầy cô giảng bài trong lớp, kiếm chuyện cải vã trong lớp, và đôi khi đập phá đồ vật quanh nhà. Theo đánh giá phân tích tâm lý do tòa án ra lệnh thì Harris-Moore nói rằng mẹ của Harris-Moore uống rượu và trở nên thô lỗ, đập hư đồ đạc của Harris-Moore. Harris-Moore bắt đầu cuộc sống hoang dã lúc 7 tuổi, và đột nhập vào các ngôi nhà nghỉ mát trong khu vực để đánh cắp mền, thức ăn nước uống trước khi lẫn vào rừng biến mất trong nhiều ngày. Lần bị truy tố vì tội ăn trộm đầu tiên là khi Harris-Moore được 12. Đến khi Harris-Moore lên 13 thì đã có đến ba lần bị truy tố nữa. Harris-Moore được xét nghiệm cho thấy là bị chứng trầm cảm chán đời, rối loạn vì ít được quan tâm. Mỗi lần bị truy tố thì Harris-Moore thụ án 10 ngày trong 1 trung tâm giam giữ hay làm việc công ích. Có lần mẹ của Harris-Moore nói rằng "bất cứ khi nào mà nó có cái gì hay cái gì đẹp thì mọi người cũng nghĩ rằng nó đã đánh cắp. Như vậy là sao đối với 1 đứa trẻ?" Năm 2003, cảnh sát tìm thấy một cái máy quay phim điện tử của một người hàng xóm nằm trong nhà của Harris-Moore. Không như những lần bị kết án hơn 1 tháng tù giam, lần này Harris-Moore trốn án tù ba năm bằng cách bỏ trốn khỏi nhà phục hồi nhân phẩm vào tháng 4 năm 2008.

## Những vụ bị tình nghi phạm tội
Harris-Moore bị tình nghi là thực hiện khoảng 100 vụ trộm cắp tại các tiểu bang Washington, Idaho, và tại Canada, bao gồm xe đạp, xe hơi, máy bay nhỏ, và tàu. Người ta tin rằng Harris-Moore đã học cách lái máy bay nhỏ bằng cách đọc các bản hướng dẫn máy bay, sách chỉ nam, xem đĩa DVD về "Cách lái một máy bay nhỏ", và chơi trò chơi điện tử "lái máy bay ảo". Harris-Moore đánh cắp 1 máy bay Cessna 182 đáng giá 150.000 đô la của Bob Rivers thuộc đài phát thanh KZOK-FM. Chiếc máy bay sau đó được tìm thấy ở Khu dành riêng cho người bản địa Mỹ Yakama nhưng nó bị hư hại hoàn toàn. Theo những cảnh sát địa phương thì Harris-Moore thường hay đột nhập vào một ngôi nhà chỉ để ngâm mình vào trong bồn nước nóng hay lấy cắp một ít kem trong tủ lạnh. Thoạt đầu, Harris-Moore chỉ ăn cắp những gì Harris-Moore cần để sống trong rừng. Có lần Harris-Moore dùng một máy vi tính của chủ nhà và thẻ tín dụng để mua bình xịt cay mắt và một ống nhòm đêm giá 6.500 đô la.
Ngày 30 hay 31 tháng 5 năm 2010, cảnh sát tìm thấy 1 mảnh giấy viết tay cùng 100 đô la tại một phòng thú y ở Raymond, Washington, cách Seattle khoảng 95 dặm (150 km) về hướng tây nam. Mảnh giấy viết:
Lái xe ngang, có một ít tiền thừa. Xin dùng tiền này để chăm sóc thú vật— Colton Harris-Moore, (Biệt danh: "Thổ phỉ chân đất"), Camano Island, WA.

Cuối tháng 6 năm 2010, Colton bị tình nghi thực hiện nhiều vụ đánh cắp xe hơi trải dài về phía đông đến tận Illinois. Dấu vết của các vụ trộm mà người ta nghi là do Harris-Moore thực hiện đã ghi vết của Harris-Moore đi từ Idaho, South Dakota, Nebraska, Iowa, và Illinois. Cảnh sát tìm được một chiếc Toyota Sequoia màu trắng đời 2008 tại Norfolk, Nebraska. Chiếc xe này đã được báo là bị mất cắp tại Yankton, South Dakota. Cuối ngày hôm đó, một số vụ đột nhập ăn trộm đã được báo cáo tại Sân bay Karl Stefan Memorial, cách nơi chiếc xe bị bỏ lại khoảng 1 dặm Anh (1.6 km) về hướng nam. Một xe hàng của thị trấn Ottumwa, Iowa được tìm thấy sau đó tại Dallas City, Illinois. Ngày 4 tháng 7 năm 2010, một chiếc máy bay Cessna 400 một động cơ được báo cáo là bị đánh cắp từ sân bay Bloomington, Indiana – sau đó nó được tìm thấy nằm dưới nước cạnh bờ biển của Great Abaco Island ở nước Bahamas, lần nữa người ta tin rằng là do Harris-Moore làm. Chẳng bao lâu sau đó, có một số vụ đột nhập được báo cáo khắp đảo. Lực lượng cảnh sát hoàng gia Bahamas đặt những áp phích truy tìm tội phạm khắp đảo có hình của Harris-Moore. Một người pha rượu tuyên bố đã nhìn thấy Harris-Moore trong một chiếc xe thể thao vào ngày thứ ba 6 tháng 7 năm 2010. Người này nói rằng Harris-Moore uống bia và bỏ đi sau năm phút. Người này nói thêm rằng Harris-Moore đội một mũ lưỡi trai trên cái đầu cạo trọc của mình và đi chân đất.
Ngày 6 tháng 7 năm 2010, lệnh truy nã từ một thẩm phán liên bang đặt trách khu vực phía tây tiểu bang Washington được đưa ra. Lệnh truy nã này cáo buộc Harris-Moore phạm tội vận chuyển tài sản trộm cắp liên tiểu bang/đánh cắp máy bay. FBI tuyên bố thưởng 10.000 đô la cho thông tin dẫn đến việc bắt giữ Harris-Moore.

### Bị bắt
Ngày 11 tháng 7 năm 2010, Harris-Moore bị bắt ngay trước khi trời bắt đầu sáng tại Harbour Island, Bahamas. Các cảnh sát địa phương lần theo dấu vết của Harris-Moore tại Eleuthera sau khi tìm được chiếc tàu dài 13 mét bị đánh cắp từ một bến tàu trên Great Abaco. Một viên cảnh sát nói rằng kẻ tình nghi tìm cách thoát thân nhưng cảnh sát đã bắn hư máy của chiếc tàu mà Harris-Moore định dùng trốn thoát. Trước khi bị bắt, Harris-Moore quăng cái máy vi tính xách tay xuống nước và đưa một khẩu súng lên đầu mình nhưng cảnh sát đã thuyết phục Harris-Moore đừng tự vận. Harris-Moore nói với cảnh sát rằng Harris-Moore dự tính đi đến Cuba để cho nhà chức trách mất dấu vết của mình và rồi sau đó đi đến Quần đảo Turks và Caicos. Mẹ của Harris-Moore hy vọng rằng Harris-Moore sẽ trốn đến một quốc gia không có hiệp ước dẫn độ với Hoa Kỳ.
Tháng 3 năm 2011, nhân viên đặc biệt của FBI là Fred Gutt xác nhận về việc trả tiền thưởng: "Giải thưởng 10.000 đô là đã được trả trực tiếp cho những người liên hệ vào vụ bắt giữ Harris-Moore." Tiền thưởng được chia giữa Jordan Sackett, đại úy Ronald Billiot, đại úy Patrick Young, đại úy Ben Johnson và Kenny Strachan là một bảo an tại Khu vui chơi giải trí Romora Bay.

### Tiến hành xét xử
Harris-Moore nhận tội trước tòa vào ngày 13 tháng 7 năm 2010 cho tội danh nhập cảnh bất hợp pháp vào Bahamas và hạ cánh máy bay bất hợp pháp. Harris-Moore bị kết án ba tháng tù hay 300 đô la tiền phạt. Mẹ của Harris-Moore chuyển tiền đến Đại sứ quán Mỹ tại Nassau để sứ quán trao lại tiền phạt. Harris-Moore bị trục xuất cùng ngày bằng chuyến bay thương mại xuyên đêm, bị dẫn kèm là các nhân viên FBI Hoa Kỳ và nhà chức trách Bahamian đến Miami, Florida. Ngày 14 tháng 7, Harris-Moore xuất hiện trước mặt quan tòa Robert Dube để quyết định về người đại diện pháp lý của Harris-Moore.
Trong một cuộc điều trần ngày 16 tháng 7 năm 2010, trong tòa án liên bang Hoa Kỳ đặc trách khu vực miền Nam Florida, thẩm phán Dube phán quyết rằng Harris-Moore được đưa về tiểu bang Washington để đối mặt các cáo trạng ở đó trước tiên vì Harris-Moore bị bắt theo lệnh truy nã ở đó. Harris-Moore không kháng nghị lệnh dẫn độ về tiểu bang Washington. Harris-Moore bị giam ở Trung tâm giam giữ liên bang tại Miami cho đến ngày 21 tháng 7, khi Harris-Moore được chuyển tù đến Trung tâm giam giữ liên bang tại thành phố SeaTac, Washington. Harris-Moore bi còng tay và chân khi bị chuyển tù đến tiểu bang Washington. Một thẩm phán liên bang của Tòa án Hoa Kỳ đặc trách khu vực miền Tây Washington tại thành phố Seattle ấn định thời hạn chót là ngày 15 tháng 11 để các công tố viên chính thức truy tố Harris-Moore trước một đại bồi thẩm đoàn liên bang. Tuy nhiên, Harris-Moore từ bỏ quyền được xét xử nhanh chóng, cho phép các công tố viên và luật sư bào chữa có thêm thời gian hơn nữa để chuẩn bị cho vụ xét xử. Ngày 18 tháng 11 năm 2010, Harris-Moore không nhận tội trước tòa liên bang đối với các tội trạng vận chuyển một máy bay bị đánh cắp, vận chuyển súng và tàu liên tiểu bang, và làm đào phạm có mang theo vũ khí và lái một máy bay mà không có bằng phi công.
Ngày 30 tháng 9 năm 2010, Harley Davidson Ironwing, một người tự nhận mình là đồng phạm với Harris-Moore trong những vụ đột nhập gia cư ăn trộm, nhận tội và bị kết án 18 tháng tù giam.
Ngày 17 tháng 6 năm 2011 các công tố viên liên bang đề nghị kết án Harris-Moore 6 năm tù giam. Harris-Moore nhận tội đối với tất cả bảy tội trạng mà liên bang truy tố. Tuy nhiên, Tòa án tiểu bang Washington đề nghị kết án Harris-Moore 10 năm tù giam cho lần đột nhập và trộm cắp gần thành phố Granite Falls, Washington..

## Nổi danh
Harris-Moore được biết đến với biệt danh "Thổ phỉ chân đất" hay "Tên trộm chân đất" vì người ta cho rằng có nhiều lần Harris-Moore phạm tội khi đi bằng chân đất. Vào mùa thu năm 2009, cảnh sát tìm thấy dấu chân tại một nhà chứa máy bay trong sân bay tại Bonners Ferry, Idaho; một chiếc máy bay Cessna 182 bị đánh cắp từ đó đã bị hư hại nặng khi đáp xuống về phía tây khoảng 260 dặm (420 km) gần thành phố Granite Falls, Washington sau nhiều lần đáp không thành công tại một sân bay nhỏ ở đó. Cảnh sát tại Quần đảo San Juan (tiểu bang Washington) cũng tìm thấy các nét phấn vẽ bằng chân ngộ nghĩnh trên sàn một tiệm tạp hóa bị đột nhập vào tháng 2 năm 2010. Harris-Moore trở thành một nhân vật cảm hứng trên internet có một trang người ái mộ trên Facebook do Zack Sestak lập ra, kéo theo khoảng 20 ngàn thành viên. Sestak cho rằng Harris-Moore là "tội phạm đúng vào đúng thời điểm." Một người địa phương tại thành phố Seattle khởi sự bán các áo thun có in hình của Harris-Moore với hàng chữ "Momma Tried." (tên 1 một hát nổi tiếng, ghi nhận về nỗi đau và sự chịu đựng của một bà mẹ có con bị lâm cảnh tù tội)
Tháng 4 năm 2010, công ty truyền hình 20th Century Fox đã mua bản quyền phim cho cuốn sách có tên Taking Flight: The Hunt for a Young Outlaw mà Bob Friel đề nghị viết. Mẹ của Harris-Moore đã tìm vị luật sư danh tiếng O. Yale Lewis để kiểm soát giới giải trí có hứng thú với câu chuyện của con bà. Bà cũng thuê mướn John Henry Browne để lo việc bào chữa tội phạm cho con bà.. Theo thỏa thuận với tòa, Harris-Moore đồng ý từ bỏ bất cứ lợi ích nào từ việc bán bản quyền xuất bản câu chuyện của mình.